# Nicholas Gurewitch
Nicholas Gurewitch (né le 9 mars 1982 à Canandaigua) est un auteur de bande dessinée américain. Il est principalement connu pour son webcomic The Perry Bible Fellowship, lancé en 2001. Il y raconte sous forme de comic strip de petites histoires incisives et cruelles. Le webcomic a reçu deux Ignatz et un Harvey Award pour sa version en ligne, et un Eisner Award pour son recueil de 2007. Depuis février 2008, le site n'est plus mis qu'épisodiquement à jour.

## Biographie
Nicholas Gurewitch né le 9 mars 1982, à Canandaigua, dans l'État de New York. Pendant ses études à l'université de Syracuse, il publie des strips dans le journal de l'école, The Daily Orange, à partir de l'année 2001. Ces strips deviennent le Perry Bible Fellowship, une de ses œuvres les plus connues, publiée sous forme de recueil en 2009 nommé The Perry Bible Fellowship Almanack.

## The Perry Bible Fellowship
Œuvre singulière, The Perry Bible Fellowship se constitue de nombreux strips courts, souvent de trois ou quatre cases, humoristiques. La particularité réside dans le diversité de ces derniers, autant par les multiples styles graphiques que par les différentes tonalités employées. Ainsi, sur son site internet où il publiait hebdomadairement, on pouvait passer de l'humour le plus noir à au calembour, du style réaliste au minimalisme graphique le plus assumé.
Il mettra le site en pause en 2008, avant de sortir son livre compilation un an plus tard.

En France, l'almanach est publiée en 2015 aux éditions Lapin. Il est traduit par Phiip, l'éditeur même, et la quatrième de couverture est signée de l'auteur Boulet, grand amateur du travail de Gurewitch :
Chaque fois qu'on me demande quels sont les classiques en matière de webcomics, je dis : " Lis Perry Bible Fellowship ! Il FAUT lire Perry Bible Fellowship ! Je vous envie de ne pas avoir encore lu Perry Bible Fellowship. Parce que maintenant, vous allez pouvoir le découvrir ".

## Prix et récompenses
- 2005 : Prix Ignatz de la meilleure bande dessinée en ligne pour The Perry Bible Fellowship
- 2006 : Prix Ignatz de la meilleure bande dessinée en ligne pour The Perry Bible Fellowship
- 2007 : Prix Harvey de la meilleure bande dessinée en ligne pour The Perry Bible Fellowship
- 2008 : Prix Harvey spécial de l'humour et de la meilleure bande dessinée en ligne pour The Perry Bible Fellowship
- 2008 : Prix Eisner de la meilleure publication humoristique pour Perry Bible Fellowship: The Trial of Colonel Sweeto and Other Stories